# Schizaea diversispora
Schizaea diversispora är en ormbunkeart som beskrevs av Bierh. Schizaea diversispora ingår i släktet Schizaea och familjen Schizaeaceae. Inga underarter finns listade.